# Nguyễn Thị Trúc Mai
Nguyễn Thị Trúc Mai (* 20. März 1997) ist eine vietnamesische Weit- und Dreispringerin.

## Sportliche Laufbahn
Erste Erfahrungen bei internationalen Wettbewerben sammelte Nguyễn Thị Trúc Mai bei den Jugendasienspielen 2013 in Nanjing, bei denen sie mit 5,90 m die Goldmedaille im Weitsprung gewann sowie mit 11,70 m den siebten Platz im Dreisprung belegte. 2015 belegte sie bei den Südostasienspielen in Singapur mit 6,16 m den sechsten Platz und 2016 gewann sie bei den Juniorenasienmeisterschaften in der Ho-Chi-Minh-Stadt mit vietnamesischem Juniorinnenrekord von 6,34 m die Goldmedaille vor der Thailänderin Parinya Chuaimaroeng. 2017 wurde sie bei den Südostasienspielen in Kuala Lumpur mit 6,26 m Vierte. Im darauffolgenden Jahr qualifizierte sie sich für die Asienspiele in Jakarta, bei denen sie mit 6,19 m Rang acht belegte.

## Persönliche Bestleistungen
- Weitsprung: 6,41 m, 26. Juli 2018 in der Ho-Chi-Minh-Stadt
- Dreisprung: 11,70 m (+1,2 m/s), 22. August 2013 in Nanjing